# Trilepisium
Trilepisium es un género con  una única especie de plantas con flores de la familia  Moraceae. Trilepisium madagascariense DC.